# Gran Premio del Brasile 1987
Il Gran Premio del Brasile 1987 è stato il 437º Gran Premio di Formula 1 della storia, corso il 12 aprile 1987 sul tracciato di Jacarepagua (successivamente intitolato a Nelson Piquet). Fu la gara d'esordio del Campionato mondiale di Formula 1 1987.

## Qualifiche
Non si presentarono le due vetture della Ligier, impegnata a rivedere la vettura per installare il motore Megatron al posto dell'Alfa Romeo, il team Larrousse per ritardi nella costruzione della vettura da parte della Lola. La March anch'essa in ritardo si presentò con una vettura di Formula 3000 al solo scopo di evitare sanzioni pecuniarie; la vettura non sarebbe stata in grado di terminare la gara per la ridotta dimensione del serbatoio.

### Resoconto
Le qualifiche furono dominate dalla Williams, con motore Honda, e videro Nigel Mansell conquistare la Pole position davanti al compagno Nelson Piquet. Terzo fu Ayrton Senna con la Lotus

### Risultati
| Pos | No | Pilota             | Costruttore              | Q1          | Q2       | Distacco |
| --- | -- | ------------------ | ------------------------ | ----------- | -------- | -------- |
| 1   | 5  | Nigel Mansell      | Williams - Honda         | 1.27:901    | 1'26"128 |          |
| 2   | 6  | Nelson Piquet      | Williams - Honda         | 1.27:822    | 1'26"567 | +0"439   |
| 3   | 11 | Ayrton Senna       | Lotus - Honda            | 1.29:002    | 1'28"408 | +2"280   |
| 4   | 19 | Teo Fabi           | Benetton - Ford          | 1.30:439    | 1'28"417 | +2"289   |
| 5   | 1  | Alain Prost        | McLaren - TAG Porsche    | 1.29:522    | 1'29"175 | +3"047   |
| 6   | 20 | Thierry Boutsen    | Benetton - Ford          | 1.30:166    | 1'29"450 | +3"322   |
| 7   | 28 | Gerhard Berger     | Ferrari                  | 1.31:444    | 1'30"357 | +4"229   |
| 8   | 17 | Derek Warwick      | Arrows - Megatron        | 1.32:531    | 1'30"467 | +4"339   |
| 9   | 27 | Michele Alboreto   | Ferrari                  | 1.31:218    | 1'30"468 | +4"340   |
| 10  | 2  | Stefan Johansson   | McLaren - TAG Porsche    | 1.31:343    | 1'30"376 | +4"348   |
| 11  | 7  | Riccardo Patrese   | Brabham - BMW            | 1.32:001    | 1'31"179 | +5"051   |
| 12  | 12 | Satoru Nakajima    | Lotus - Honda            | 1.34:445    | 1'32"276 | +6"148   |
| 13  | 8  | Andrea De Cesaris  | Brabham - BMW            | 1'32"402    | 1.34:115 | +6"274   |
| 14  | 18 | Eddie Cheever      | Arrows - Megatron        | 1.33:084    | 1'32"769 | +6"641   |
| 15  | 24 | Alessandro Nannini | Minardi - Motori Moderni | 1.33:980    | 1'33"729 | +7"601   |
| 16  | 23 | Adrián Campos      | Minardi - Motori Moderni | senza tempo | 1'33"825 | +7"697   |
| 17  | 10 | Christian Danner   | Zakspeed                 | 1.36:178    | 1'35"212 | +9"084   |
| 18  | 3  | Jonathan Palmer    | Tyrrell - Ford           | 1.37:488    | 1'36"091 | +9"963   |
| 19  | 9  | Martin Brundle     | Zakspeed                 | 1.37:235    | 1'36"160 | +10"032  |
| 20  | 4  | Philippe Streiff   | Tyrrell - Ford           | 1.38:822    | 1'36"274 | +10"146  |
| 21  | 21 | Alex Caffi         | Osella - Alfa Romeo      | 1.39:931    | 1'38"770 | +12"642  |
| 22  | 14 | Pascal Fabre       | AGS - Ford               | 1.44:126    | 1'39"816 | +13"688  |
| 23  | 16 | Ivan Capelli       | March - Ford             | 1'43"580    | 2.02:966 | +17"452  |

## Gara

### Resoconto
Il numero totale di macchine iscritte fu di 23, ma nel giorno della corsa la March diede forfait per rottura dell'unico motore a disposizione (in ogni caso non avrebbe potuto terminare la gara) e le macchine alla partenza furono 22. Al via Piquet fu il più veloce e prese la testa della corsa davanti a Senna, mentre Mansell fece una brutta partenza, ostacolato insieme ad Alain Prost dalle Benetton di Teo Fabi e Thierry Boutsen. La leadership di Piquet non durò a lungo: già al settimo giro il brasiliano dovette fermarsi ai box con il motore surriscaldato a causa dell'entrata nel radiatore di sporco proveniente dal tracciato. Ritornò in pista undicesimo, lasciando Senna a condurre la gara su Mansell (che nel frattempo aveva rimontato fino alla seconda posizione); anche quest'ultimo però dovette fermarsi ai box per un motivo analogo a quello di Piquet. Tornò in pista dietro al brasiliano.
Successivamente anche Senna dovette rientrare ai box, per problemi allo sterzo della sua Lotus, lasciando a Prost il comando della gara. Quando il francese rientrò per il cambio gomme il comando della gara fu preso temporaneamente da Thierry Boutsen su Benetton, dopo il rientro per la seconda sosta di Piquet. Da quel momento Prost riprese definitivamente il comando della gara, mai minacciato in quanto la strategia di Prost fu di due soste, mentre quelle dei rivali Senna e Piquet era di tre.
La gara di Mansell fu compromessa più avanti a causa di una foratura ad uno pneumatico, che lo relegò in settima posizione. Al 51º giro Senna subì un guasto al motore, che ne provocò il ritiro e la perdita della seconda posizione, a favore del connazionale Piquet. Prost vinse davanti al brasiliano e al suo compagno di squadra Stefan Johansson. Quarto fu Gerhard Berger, davanti a Boutsen e Nigel Mansell, a completare la zona punti.

### Risultati
| Pos    | N° | Pilota             | Team                     | Giri | Tempo/Ritiro       | Grid | Punti |
| ------ | -- | ------------------ | ------------------------ | ---- | ------------------ | ---- | ----- |
| 1      | 1  | Alain Prost        | McLaren - TAG Porsche    | 61   | 1h39'45"141        | 5    | 9     |
| 2      | 6  | Nelson Piquet      | Williams - Honda         | 61   | + 40"547           | 2    | 6     |
| 3      | 2  | Stefan Johansson   | McLaren - TAG Porsche    | 61   | + 56"758           | 10   | 4     |
| 4      | 28 | Gerhard Berger     | Ferrari                  | 61   | + 1'39"235         | 7    | 3     |
| 5      | 20 | Thierry Boutsen    | Benetton - Ford          | 60   | + 1 giro           | 6    | 2     |
| 6      | 5  | Nigel Mansell      | Williams - Honda         | 60   | + 1 giro           | 1    | 1     |
| 7      | 11 | Satoru Nakajima    | Lotus - Honda            | 59   | + 2 giri           | 12   |       |
| 8      | 27 | Michele Alboreto   | Ferrari                  | 58   | Foratura           | 9    |       |
| 9      | 10 | Christian Danner   | Zakspeed                 | 58   | + 3 giri           | 17   |       |
| 10 (1) | 3  | Jonathan Palmer    | Tyrrell - Ford           | 58   | + 3 giri           | 18   |       |
| 11 (2) | 4  | Philippe Streiff   | Tyrrell - Ford           | 57   | + 4 giri           | 20   |       |
| 12 (3) | 14 | Pascal Fabre       | AGS - Ford               | 55   | + 6 giri           | 22   |       |
| Rit    | 18 | Eddie Cheever      | Arrows - Megatron        | 52   | Surriscaldamento   | 14   |       |
| Rit    | 12 | Ayrton Senna       | Lotus - Honda            | 50   | Motore             | 3    |       |
| Rit    | 7  | Riccardo Patrese   | Brabham - BMW            | 48   | Problemi elettrici | 11   |       |
| Rit    | 8  | Andrea De Cesaris  | Brabham - BMW            | 21   | Differenziale      | 13   |       |
| Rit    | 17 | Derek Warwick      | Arrows - Megatron        | 20   | Motore             | 8    |       |
| Rit    | 21 | Alex Caffi         | Osella - Alfa Romeo      | 20   | Ritiro volontario  | 21   |       |
| Rit    | 24 | Alessandro Nannini | Minardi - Motori Moderni | 17   | Sospensione        | 15   |       |
| Rit    | 9  | Martin Brundle     | Zakspeed                 | 15   | Turbo              | 19   |       |
| Rit    | 19 | Teo Fabi           | Benetton - Ford          | 9    | Problemi al turbo  | 4    |       |
| SQ     | 23 | Adrián Campos      | Minardi - Motori Moderni | 3    | Squalificato       | 16   |       |
| NP     | 16 | Ivan Capelli       | March - Ford             | 0    | Non Partito        | 23   |       |

Tra parentesi le posizioni valide per il Jim Clark Trophy, per le monoposto con motori N/A

## Classifiche

### Piloti
| Pos. | Pilota           | Punti |
| ---- | ---------------- | ----- |
| 1    | Alain Prost      | 9     |
| 2    | Nelson Piquet    | 6     |
| 3    | Stefan Johansson | 4     |
| 4    | Gerhard Berger   | 3     |
| 5    | Thierry Boutsen  | 2     |
| 6    | Nigel Mansell    | 1     |

### Costruttori
| Pos. | Team                  | Punti |
| ---- | --------------------- | ----- |
| 1    | McLaren - TAG Porsche | 13    |
| 2    | Williams - Honda      | 7     |
| 3    | Ferrari               | 3     |
| 4    | Benetton - Ford       | 2     |

### Trofeo Jim Clark
| Pos. | Pilota           | Punti |
| ---- | ---------------- | ----- |
| 1    | Jonathan Palmer  | 9     |
| 2    | Philippe Streiff | 6     |
| 3    | Pascal Fabre     | 4     |

### Trofeo Colin Chapman
| Pos. | Team         | Punti |
| ---- | ------------ | ----- |
| 1    | Tyrrell-Ford | 15    |
| 2    | AGS-Ford     | 6     |